# آلیسیا بوراچرو
آلیسیا بوراچرو (اسپانیایی: Alicia Borrachero‎؛ زادهٔ ۱۴ فوریهٔ ۱۹۶۸) بازیگر اهل اسپانیا است.
از فیلم‌ها یا برنامه‌های تلویزیونی که وی در آن نقش داشته است، می‌توان به بیمارستان مرکزی، سفارت، ایزابل، انگیزه‌های شخصی، خود، سرگذشت نارنیا: شاهزاده کاسپین، عشق سال‌های وبا و نابودگر سرنوشت تاریک اشاره کرد.